# Kurt Brauer
Kurt Brauer (29. juli 1937 – 1. december 2000) var en dansk typograf, søn af Willy Brauer og Margit Louring Sand f. Andersen, fra 1968 til 1977 medlem af folketinget og Københavns Borgerrepræsentation for Socialistisk Folkeparti. Han var sekretær for folketingsgruppen og forlod det politiske liv i forbindelse med splittelsen af SF i 1977. Tilhænger af larsenismen. Fra 1978 til 1990 indehaver af "Færgecaféen" på Christianshavn.